# سفارة إيطاليا في كندا
سفارة إيطاليا في كندا هي أرفع تمثيل دبلوماسي لدولة إيطاليا لدى كندا. تقع السفارة في أوتاوا وهي تهدف لتعزيز المصالح الإيطالية في كندا.

## وصلات خارجية
- قائمة سفارات إيطاليا
- قائمة السفارات في كندا